# Концепція П'яти свобод
Концепція П'яти свобод — використовувана в багатьох країнах система оцінки благополуччя одомашнених тварин. Вона передбачає:
1. Свобода від голоду і спраги — шляхом надання доступу до води та їжі, які підтримують гарне здоров'я і активність.
2. Свобода від дискомфорту — шляхом надання відповідного середовища для проживання, включаючи житло і місце для сну та відпочинку.
3. Свобода від болю, травм або хвороби — шляхом надання превентивних заходів або ранньої діагностики та лікування.
4. Свобода природної поведінки — шляхом надання достатнього місця, відповідних сприятливих умов і пристосувань, а також компанії собі подібних.
5. Свобода від страху і стресу — шляхом забезпечення відповідних умов і відносини, які виключають моральні страждання[1][2][3].

З 1979 р. у ряді країн концепція П'яти свобод повністю або частково використовується в національному законодавстві щодо захисту тварин. Наприклад, Закон України «Про захист тварин від жорстокого поводження» задіює ідеї цієї концепції.

## Застосування
Запропонована Джоном Вебстером концепція п'яти свобод була розроблена британською Радою з благополуччя сільськогосподарських тварин (FAWC) і спочатку застосовувалася для оцінки благополуччя сільськогосподарських тварин в системах інтенсивного тваринництва. Розділ про «п'ять свобод» — одна з найбільш відвідуваних сторінок на вебсайті Ради.
«П'ять свобод» включені до Світової декларації добробуту тварин (Universal Declaration on Animal Welfare). Відповідно до цієї Декларації, ці «п'ять свобод» повинні бути забезпечені тваринам, що утримуются в умовах неволі.

## Походження п'яти свобод
Філософи по-різному пояснювали необхідність доброзичливого ставлення до тварин. Джон Локк, а пізніше і Іммануїл Кант наділяли тварин правами і почуттями, але стверджували, що жорстокість до тварин шкідлива для розвитку самої людини. Жан-Жак Руссо і Ієремія Бентан теж не оскаржували думку, що у тварин немає розуму, але наполягали на здатності тварин відчувати. Здатність страждати, на їх думку, повинна була стати критерієм гарного ставлення до братів менших.
Вперше згадка про п'ять свобод зустрічається в грудні 1979 р. у прес-повідомленні FAWC, незадовго до цього заснованого урядом Великої Британії.
Перше, в 1965 р., урядом Великої Британії було ініційовано розслідування добробуту тварин, що використовуються в інтенсивному тваринництві. Почасти розслідування стало відповіддю на вихід в 1964 р. книги Рут Харрісон «Живі машини». За підсумками доповіді професора Роджера Брамбелла, якому було доручено розслідування, в 1967 р. був створений Консультативний комітет, в 1979 р. перетворений в Раду з благополуччя сільськогосподарських тварин.
Спочатку правила, перероблені пізніше в концепцію п'яти свобод, представляли собою рекомендацію і звучали наступним чином: тваринам необхідні свобода повертатися, доглядати за собою, вставати, лягати, витягати свої кінцівки.

## Ресурси Інтернету
- П'ять свобод. Міжнародний рух реалістичного зоозахисту  [Архівовано 22 червня 2013 у Wayback Machine.]
- П'ять свобод тварин  [Архівовано 5 березня 2016 у Wayback Machine.]
- П'ять свобод братів наших менших  [Архівовано 20 серпня 2013 у Wayback Machine.]